# ينار داغ
ينار داغ (بالأذرية: Yanar Dağ)‏، وتعني جبل النار) هي حفرة غاز طبيعي يشتعل باستمرار على منحدر تل في شبه جزيرة أبشرون على بحر قزوين بالقرب من باكو. تنفث النيران في الهواء على ارتفاع 3 أمتار (9.8 قدم) من طبقة رقيقة مسامية من الحجر الرملي.

## محمية ولاية ينارداغ التاريخية والثقافية والطبيعية
من أجل حماية هذا المعلم ودعم السياحة في المنطقة، أنشئت محمية ولاية ينارداغ التاريخية والثقافية والطبيعية بموجب مرسوم رئاسي بتاريخ 2 مايو 2007. وهي تعمل تحت سيطرة وكالة السياحة الحكومية في قرية محمدلي. بعد إصلاحات كبيرة بين عامي 2017-2019 أُطلق متحف ينارداغ ومعرض ينارداغ كرومليك ستون داخل أراضي المحمية. تغطي المحمية مساحة 64.55 هكتارًا مع مدرج يتسع لـ500 مقعد للحفلات الموسيقية في الهواء الطلق. ويضم المتحف المكون من 3 مناطق من معارض تعرض أحجارًا قديمة وقطعًا من الحرف اليدوية يستخدمها السكان المحليون.

## معرض صور

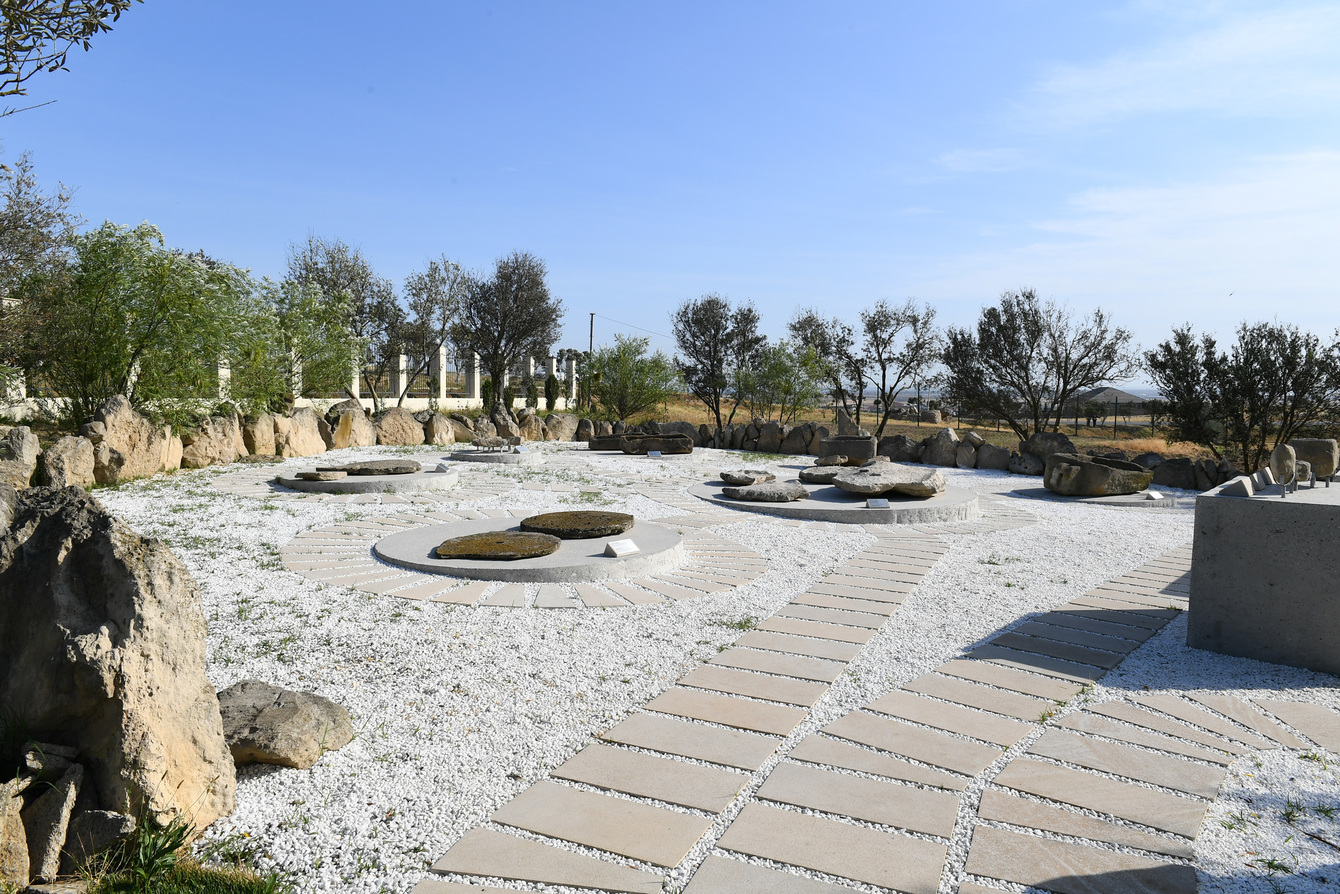
معرض حجر ينارداغ كرومليك
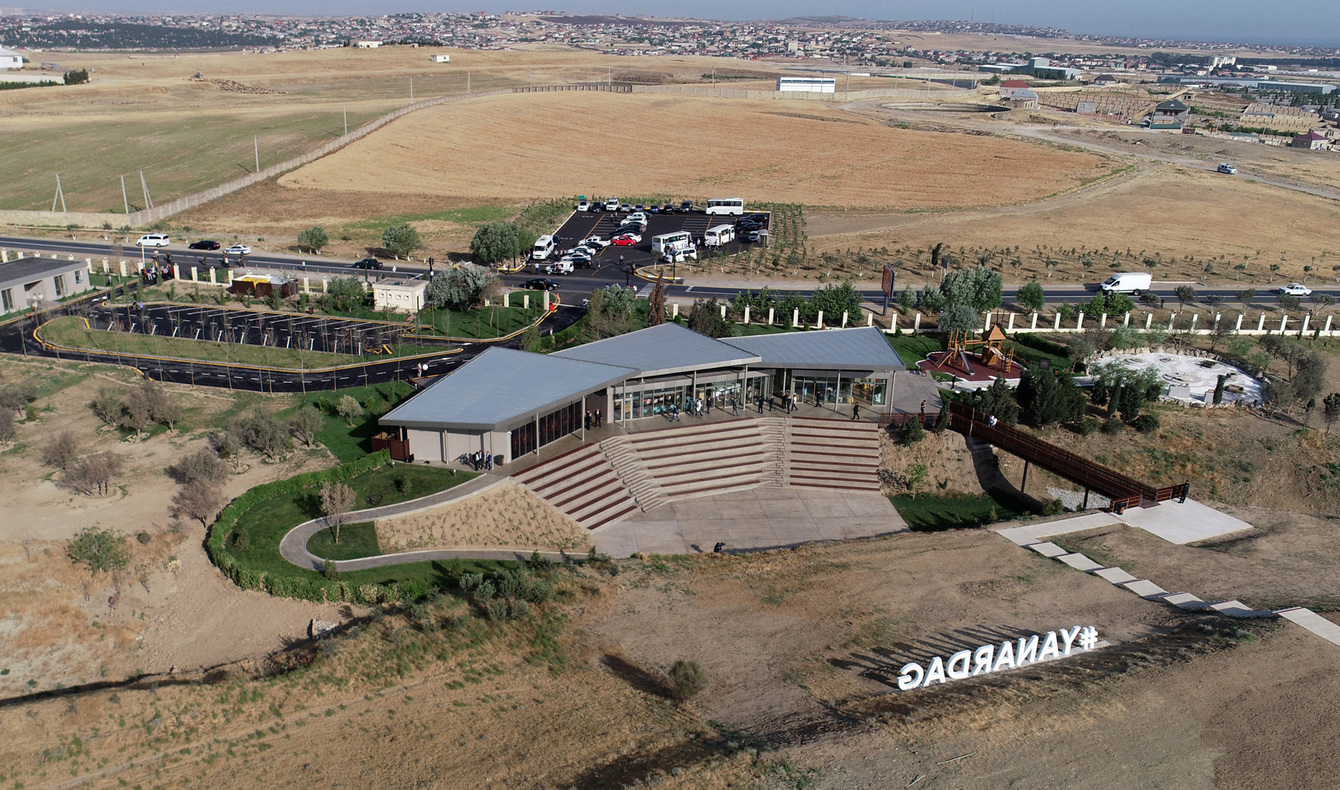
محمية ينارداغ
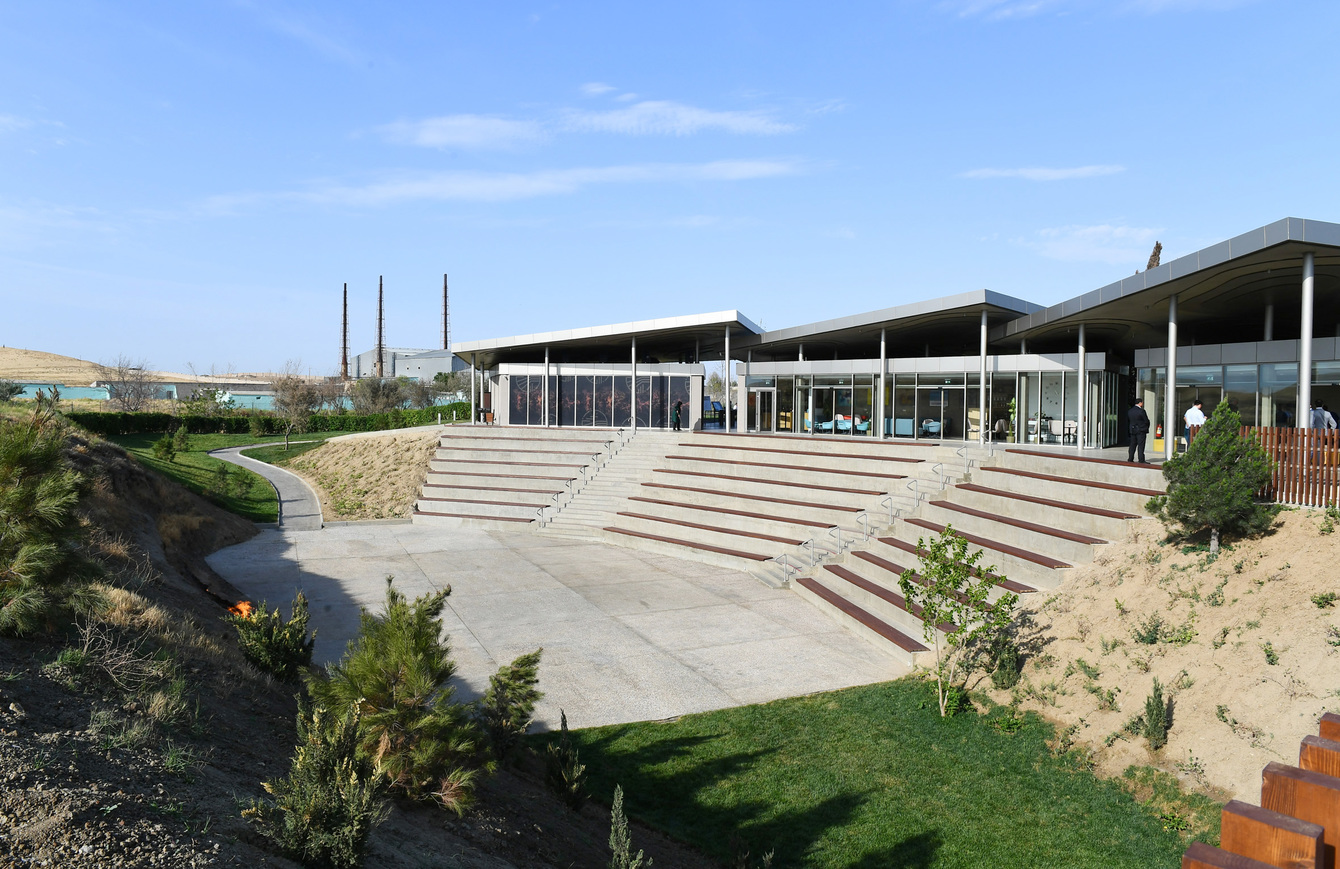
محمية ولاية ينارداغ التاريخية والثقافية والطبيعية